# Altenbuch
Altenbuch är en kommun och ort i Landkreis Miltenberg i Regierungsbezirk Unterfranken i förbundslandet Bayern i Tyskland.
Kommunen ingår i kommunalförbundet Stadtprozelten tillsammans med staden Stadtprozelten.